# SuperBest
SuperBest var indtil 30. maj 2015 en dansk supermarkedskæde, hvis butikker for størstedelens vedkommende var ejet og drevet af selvstændige købmænd. SuperBest-købmændene drev typisk deres supermarked eller discountbutik i selskabsform, og nogle af disse købmænd ejede flere supermarkeder i SuperBest-kæden [kilde mangler]. 
SuperBest blev stiftet i 1997 og bestod ultimo 2011 af 190 butikker over hele Danmark med en årsomsætning på 12,9 milliarder kroner, hvilket var en milliard mindre end året før. Dette tab i omsætning forklarede kæden med, at man i samme periode havde mistet 30 butikker. 50 af butikkerne blev ejet og drevet af Dagrofa, der samtidig var leverandør til hele kæden.
Pr. 1. april 2007 blev kæderne ISO og Dreisler Storkøb en del af SuperBest, mens Fog Fødevarer kom til i 2008. Tidligere er mindre kæder som Jaco, Favør (2001), KC Storkøb (2001) og Prima (2004) blevet optaget i SuperBest-kæden, der havde hovedsæde i Ringsted.
I 2013 blev kæden opdelt og en del af butikkerne fortsatte som EUROSPAR-butikker. I 2013 udvidede man varesortimentet med 1.000 varenumre til 8.500.
I 2015 blev de 190 SuperBest- og Eurospar-butikker i Danmark erstattet af butikker under det nye navn MENY.

## Ekstern henvisning
- Hjemmeside for MENY